# Takayuki Fujikawa
Takayuki Fujikawa (藤川 孝幸, Fujikawa Takayuki) est un footballeur japonais né le 10 octobre 1962 dans la préfecture de Kanagawa au Japon et mort le 15 novembre 2018.

## Palmarès
- Championnat du Japon :
  - Champion en 1993, 1994 (Verdy Kawasaki).